# Didius Julianus
Marcus Didius Severus Julianus Augustus (Mediolanum, 30 januari 133 of 2 februari 137 – Rome, 1 juni 193), was van 28 maart tot 2 juni 193 drie maanden lang Romeins keizer. Hij kocht de troon als hoogstbiedende van de pretoriaanse garde, nadat deze zijn voorganger, Pertinax, had vermoord. Dit betekende het begin van de Romeinse burgeroorlog van 193-197. Julianus werd door zijn opvolger Septimius Severus afgezet en terechtgesteld.

## Vroege leven
De ouders van Didius Julianus waren Quintus Petronius Didius Severus en Aemilia Clara. Zijn vader stamde uit een zeer prominente familie uit Mediolanum (Milaan) en zijn moeder was een Africaanse vrouw, van Romeinse komaf. Clara stamde uit een familie die de consulaire rang had bereikt. Zijn broers waren Didius Proculus en Didius Nummius Albinus. Zijn geboortedatum wordt door Dio Cassius gegeven als 30 januari 133. en door de Historia Augusta als 2 februari 137.
Didius Julianus werd grootgebracht in het huishouden van Domitia Lucilla, de moeder van Marcus Aurelius. Met Domitia's hulp werd hij reeds op zeer jonge leeftijd in de vigintivirate benoemd, de eerste stap naar een voorbeeldige publieke carrière. Rond 153 trad hij in het huwelijk met Manlia Scantilla. Scantilla schonk hem een dochter en enig kind Didia Clara.

## Carrière
Hij bekleedde achtereenvolgens de ambten van Quaestor, en aedile. Daarna werd Julianus rond 162 tot praetor benoemd. Hij werd genomineerd voor het commando over de Legio XXII Primigenia, dat in Mogontiacum (het huidige Mainz) gelegerd was. Vanaf 170 was hij gedurende vijf jaar praefectus van Gallia Belgica. Als beloning voor de vaardigheid en moed in de afslaan van een inval van de Chauken, een Germaanse stam die aan de oevers van de Wezer vertoefde, werd hij in 175 samen met Pertinax tot consul verheven.
Hij onderscheidde zich verder in een campagne tegen de Chatten en bestuurde Dalmatia en Germania Inferior. Hierna werd hij tot prefect benoemd. In deze laatste functie werd hij belast met de verdeling van geld onder de armen van Italia. Rond deze tijd werd hij beschuldigd van een samenzwering tegen het leven van keizer Commodus. Hij had echter het geluk gehad om te worden vrijgesproken en daarna de straf van zijn beschuldiger te zien voltrekken. Hij bestuurde ook Pontus et Bithynia en volgde Pertinax op als proconsul van Africa.

## Kortstondig keizerschap
Na de moord op Pertinax werd de troon door de op geld beluste pretoriaanse garde per opbod verkocht. Didius Julianus was met zijn gigantisch bod van 25.000 sestertii per soldaat de hoogste bieder en werd door de senaat, onder bedreiging van de militairen, uitgeroepen tot keizer. Zijn vrouw en dochter kregen beiden de titel Augusta.
Door de walging die deze gang van zaken in het hele Romeinse Rijk veroorzaakte, gaven gouverneurs onafhankelijk van elkaar in drie verschillende provincies gehoor aan de oproep van het woedende Romeinse volk hen te bevrijden van de tirannie van de pretoriaanse garde. Een van hen, Septimius Severus, trok onmiddellijk naar Rome, zette Didius Julianus af en liet hem onthoofden; hij zette de gehele pretoriaanse garde af, maar liet alleen de groep soldaten die Pertinax hadden vermoord executeren en spaarde de rest.

## Voetnoten
1. 1 2  Historia Augusta, Didius Julianus, 1.2
2. ↑  Cassius Dio, lxxiv, 17.5
3. ↑  Historia Augusta, Didius Julianus, 9.3
4. ↑  Historia Augusta, Didius Julianus, 1.3
5. 1 2  Historia Augusta, Didius Julianus, 1.4
6. ↑  Historia Augusta, Didius Julianus, 3.4
7. 1 2  Historia Augusta, Didius Julianus, 1,5
8. ↑  Historia Augusta, Didius Julianus, 1.6
9. ↑  Historia augusta, Didius Julianus, 1.7
10. ↑  Historia Augusta, Didius Julianus, 1.8, 2.3,Pertinax, 14,5
11. ↑  Historia Augusta, Didius Julianus, 1.8
12. ↑  Historia Augusta, Didius Julianus, 1.9
13. 1 2 3  Historia Augusta, Didius Julianus, 2.1
14. ↑  Historia Augusta, Didius Julianus, 2.2
15. ↑  Historia Augusta,Didius Julianus, 2,3, Pertinax, 4.1, 14.5